# 美茵茨選帝侯宮
美茵茨選帝侯宮（德語：Kurfürstliches Schloss zu Mainz）是位於德國城市美茵茨的一座建築，曾是美茵茨大主教的居住地，也是德國文藝復興時期的代表建築之一。选帝侯宫（Kurfürstliches Schloss）建于 1729-1740 年，其建筑风格深受法国巴洛克建筑影响。如今，其中还设有罗马-德意志中心博物馆（Römisch-Germanisches Zentralmuseum）。

## 外部連結
- Electoral Palace - 360° Panorama（页面存档备份，存于）
- Congress Centrum Mainz website

50°00′24″N 8°16′14″E / 50.00667°N 8.27056°E